# “Heroes” (песня)
«Heroes» (с англ. — «Герои»; в оригинальном английском написании — “Heroes”, с концептуальными авторскими кавычками) — песня, написанная Дэвидом Боуи и Брайаном Ино в 1977 году. Спродюсированная Боуи и Тони Висконти, она была выпущена и как сингл, и как заглавная песня альбома “Heroes”. Песня была написана во время плодотворного «берлинского периода», и жизнь в этом городе была воплощена в рассказе о двух влюблённых, которые встречаются в тени «стены позора». В своё время не получив большой популярности, песня стала одной из ключевых записей Боуи и известна сегодня своим появлением в многочисленных рекламных роликах. Её упоминают как вторую наиболее перепеваемую песню Боуи после «Rebel Rebel».

## История создания
Название песни — отсылка к треку 1975 года «Hero» немецкой группы Neu!, которой увлекались Боуи и Ино. Песня была записана одной из первых во время альбомных сессий, но оставалась инструментальным произведением до последнего момента. Название намеренно было заключено в кавычки, для того чтобы придать иронический оттенок романтичным и даже торжественным словам и музыке песни. На написание одного из куплетов песни Боуи вдохновил вид обнимающихся продюсера Тони Висконти и бэк-вокалистки Антонии Маас, которых он увидел из окна студии Hansa Tonstudio. После выпуска песни Боуи говорил, что прототипом героев песни послужила неизвестная молодая пара, но Висконти, который в то время был женат на Мэри Хопкин, утверждает, что Боуи оберегал его роман с Маас. В 2003 году Боуи подтвердил это.

## Запись
Ино сказал, что песня всегда «звучала величественно и героически» и что у него «в голове уже было то самое слово — „герои“» ещё до того, как Боуи написал текст песни. Основная фонограмма состоит из обычной аранжировки фортепиано, бас-гитары, ритм-гитары и ударных. Однако остальные инструментальные дополнения являются весьма отличительными. Они в основном состояли из партий Ино на синтезаторе модели EMS VCS 3, дающего расстроенное низкочастотное гудение, при этом частоты биения от трёх его генераторов давали эффект вибрато. Кроме того, гитарист King Crimson Роберт Фрипп извлёк необычный долгий звук, давая своей гитаре обратную связь, и меняя своё положение в помещении, чтобы изменить высоту акустической обратной связи. Тони Висконти установил систему из трёх микрофонов: один микрофон располагался в 20 см от певца, другой — на расстоянии в 6 м и третий в 15 м. Для более тихих вокальных партий в начале песни был задействован только первый микрофон, первый и второй — на более громких пассажах, и все три — на самых громких партиях, создавая прогрессивно возрастающее эхо.

## Релиз и отзывы критиков
Песня была выпущена в нескольких языковых версиях различной продолжительности. Несмотря на активную раскрутку, включавшую появление Боуи в программе Top of the Pops (впервые после 1972 года), «„Heroes“» добралась лишь до 24-го места в британском чарте и не попала в американский хит-парад Billboard Hot 100.
В отличие от усложнённой записи аудио, видеоклип снимался прямолинейно и просто: певец запечатлён при исполнении песни (как оказалось, с единственного дубля) несколькими камерами, перемещающимися впереди прожектора, что создавало однотонный и почти силуэтный эффект.
В итоговом списке лучших синглов 1977 года журнала New Musical Express «„Heroes“» заняла 6-ю строчку. Критики того же журнала в 2002 году поставили её на 5-е место в списке «100 величайших синглов всех времён». В феврале 1999 года песня вошла в число «100 величайших синглов всех времён» по результатам голосования читателей журнала Q. В марте 2005 года в том же журнале песня заняла 56-е место в списке «100 величайших гитарных треков». В 2004 году Rolling Stone поставил «„Heroes“» на 45-е место в списке «500 величайших песен всех времён». Она была включена в список 2008 года The Pitchfork Media 500: Our Guide to the Greatest Songs from Punk to the Present (рус. «Наш путеводитель по величайшим песням от панка до наших дней»). Джон Дж. Миллер из National Review поставил «„Heroes“» на 21-е место в списке «50 величайших песен традиционного рока». В 2008 году песня заняла первое место в списке «30 лучших песен Боуи», составленном музыкальным ежемесячником Uncut.
После релиза песни Дэвид Боуи постоянно исполняет её на концертах. Два года спустя она была использована в фильме Кристофера Петита «Radio On». В последние годы песня стала основой рекламных роликов, принёсших успех компаниям Microsoft, Kodak, CGU Insurance, HBO Olé и различным спортивным промоутерам во всем мире. Она была использована во вступлении видеоигры NHL 99, выпущенной в 1998 году. «„Heroes“» также появилась в качестве загружаемого контента к серии музыкальных видеоигр Rock Band (в составе пакета из 3 треков вместе с другими песнями Боуи — «Moonage Daydream» и «Queen Bitch»). Строчка из песни была заимствована в качестве названия австралийского комедийного телесериала «We Can Be Heroes: Finding The Australian of the Year». Обложка сингла использовалась на канале ITV в музыкальной заставке репортажей с Чемпионата мира по футболу 2006 года.
Хотя в песне упоминается берлинская стена, «„Heroes“» приобрела известность в Германии благодаря тому, что стала частью саундтрека фильма 1981 года «Мы, дети станции Зоо» о юных наркоманах Западного Берлина 1970-х гг. Двуязычная версия песни прозвучала во время одной из самых запоминающихся сцен фильма.

## Список композиций
7": RCA / PB 11121 (США)
1. «Heroes» (Дэвид Боуи, Брайан Ино) — 3:38
2. «V-2 Schneider» (Боуи) — 3:10

7": RCA / 20629 (Австралия)
1. «Heroes» (Английская версия) (single edit) — 3:29
2. «Héros» (Французская версия) — 3:31
3. «Helden» (Немецкая версия) — 3:32
4. «V-2 Schneider» — 3:10

12": RCA / JD-11151 (США)
1. «Heroes» (альбомная версия) — 6:07
2. «Heroes» (версия для сингла) — 3:29

- американский промосингл

12": RCA / PC-9821 (Германия)
1. «Heroes» / «Helden» (Англо-немецкая версия) — 6:09
2. «Heroes» / «Héros» (Англо-французская версия) — 6:09

## Участники записи
Продюсеры: Тони Висконти, Дэвид Боуи
Музыканты:
- Дэвид Боуи: вокал, клавишные
- Роберт Фрипп: соло-гитара
- Карлос Аломар: ритм-гитара
- Джордж Мюррей: бас-гитара
- Деннис Дэвис: ударные
- Брайан Ино: синтезатор, клавишные

## Концертные версии
- В 1977 году Боуи исполнял «Heroes» в специальной рождественской телепрограмме с Бингом Кросби.
- Концертная версия, записанная на филадельфийском стадионе Spectrum, была выпущена в альбоме «Stage».
- Выступление на фестивале Live Aid было названо "лучшим исполнением «Heroes»[14]. В нём принял участие Томас Долби в качестве клавишника.
- В 1992 году песня была исполнена на концерте, посвящённом памяти Фредди Меркьюри; на сцене выступили Боуи, Мик Ронсон и оставшиеся участники Queen — Джон Дикон, Роджер Тейлор и Брайан Мэй.
- В 1996 году акустическая версия песни была исполнена на благотворительном концерте Bridge School Benefit и позже выпущена в альбоме «The Bridge Benefit Concert».
- Дэвид Боуи исполнил песню на Концерте для города Нью-Йорка 20 октября 2001 года.

## Другие релизы

Обложка австралийского издания «Heroes»/«Héros»/«Helden»

- Песня, сокращённая до 3:32, была выпущена на 7-дюймовом сингле (с треком «V-2 Schneider» на стороне «Б») в трёх языковых вариантах: английском, немецком («Helden») и французском («Héros»). В Австралии вышло 7-дюймовое издание, включавшее все 4 трека[15].
- Полная альбомная версия на английском языке была выпущена на 12-дюймовой сингле, вышедшем в Испании[16].
- Трек «Heroes/Helden», включающий немецкую сокращённую версию, соединённую со второй половиной полной английской, появился в тираже альбома «„Heroes“», выпущенного в Германии[17], а также на саундтреке «Christiane F.» (1981)[18] и на сборнике «Rare» (1982).
- Появилась на следующих компиляциях:
  - Chameleon (Австралия и Новая Зеландия, 1979)
  - Best of Bowie (1980)
  - Fame and Fashion (1984)
  - Sound and Vision (1989) — «Helden»
  - Changesbowie (1990)
  - Bowie: The Singles 1969-1993 (1993)
  - The Singles Collection (1993)
  - The Best of David Bowie 1974/1979 (1998)
  - Best of Bowie (2002)
- Она была выпущена лейблом RCA в составе коллекции Life Time.

## Кавер-версии

### 1980-е
- Blondie — концертная запись (Hammersmith Odeon, 12 января 1980) с Робертом Фриппом, воссоздавшим свою характерную гитарную партию, появилась на 12-дюймовом издании сингла «Atomic» (1980)[19], на сборниках «Blonde and Beyond» (1993)[20], «David Bowie Songbook» (1997)[21], «Diamond Gods: Interpretations of Bowie» (2001)[22] и «Starman: Rare and Exclusive Versions of 18 Classic David Bowie Songs» — приложении к журналу Uncut за март 2003 года[23].
- Нико — Drama of Exile (1983); также была выпущена в концертном альбоме «Live Heroes» (1986) и сборнике «Diamond Gods: Interpretations of Bowie» (2001)[22][24][25]
- Pink Lincolns — Background Check (1987), My So-Called Punk Rock Life (1999)[26][27]

### 1990-е
- Celtic Frost — Vanity / Nemesis (1990)[28]
- Goodbye Mr. Mackenzie — сторона «Б» сингла «Love Child» (1990)[29]
- Билли Престон — одноимённый сингл (1991)[30]
- Love Like Blood — на сингле «Flood of Love» (1993) и сборнике «Sword Lilies» (2000)[31][32]
- Strange Boutique — Live In Santa Barbara, CA (1993), The Collection: 1988—1994 (2004)[33][34]
- Iva Davies & Icehouse — «The Berlin Tapes» (1995), «Heroes» (2004)[35][36]
- The Magnetic Fields — Crash Course for the Ravers — A Tribute to the Songs of David Bowie (1996)[37]
- Филип Гласс написал в 1997 году Симфонию «Heroes» Symphony по песне Боуи[38].
- Aphex Twin смикшировал в том же году вокал Боуи с интерпретацией Гласса и полученный результат выпустил в качестве бонусного диска к японскому изданию альбома Гласса[39]
- Oasis — на стороне «Б» сингла «D’You Know What I Mean?» (1997)[40]
- The Smashing Pumpkins — на вечеринке в честь 36-летия Дэнниса Родмана в Чикаго (1997)
- The Wallflowers — саундтрек фильма «Годзилла» (1998); выпущенная как сингл, она добралась до 9-го места в американском хит-параде Alternative Songs и номинировалась на премию «Грэмми» как «Лучшее вокальное рок исполнение дуэтом или группой»[41][42][43].
- Пи Джей Проби — Heroes (1998)[44]
- Enola Gay — Ashes to Ashes: A Tribute to David Bowie (1998)
- Thunderpuss — «Heroes» — The Dance Mixes (1998)[45]
- Quintorigo — Rospo (1999)[46]
- Seam — на стороне «Б» сингла «Sukiyaki» (1999)[47]
- Six by Seven— «Helden» на стороне «Б» сингла «10 Places to Die» (1999)[48]
- Wreckage — Goth Oddity: A Tribute to David Bowie (1999)[49]

### 2000-е
- King Crimson — концертная запись на «Heavy ConstruKction» (2000), также на концертном DVD «Eyes Wide Open»[50][51].
- Marc Bonilla и Font 48 — прозвучала в комедии «Дублёры»[52].
- Николь Кидман и Юэн Макгрегор — часть композиции «Elephant Love Medley» в фильме «Мулен Руж!» (2001)[53]
- MIA. — Hieb & StichFEST (2002)[54]
- David Guetta сделал ремикс песни в 2003 году под названием «Just for One Day (Heroes)»[55]
- Gregorian — Masters of Chant Chapter V (2006)[56]
- Meg Lee Chin — .2 Contamination: A Tribute to David Bowie (2006)[57]
- Stahlhammer — «Heroes/Helden» в альбоме «Opera Noir» (2006)[58]
- Apocalyptica и Тилль Линдеманн из Rammstein — немецкая версия песни в альбоме группы Apocalyptica «Worlds Collide» (2007)[59].
- Нена выпустила кавер-версию «Helden» в альбоме «Cover Me» (2007)[60].
- Clan of Xymox — Slow Industrial Version и Pop Version в мини-альбоме Heroes (2007)[61]
- Kimon and the Prophets — Hero: The Main Man Records Tribute to David Bowie (2007)[62]
- Letzte Instanz — кавер-версия на немецком языке выпущена в альбоме «Das weisse Lied» (2007)[63]
- Sacha Sieff и Manuel Armstrong — BowieMania (2007)[64]
- TV on the Radio — War Child Presents Heroes (2009)[65]
- The Script исполнили свою версию на ТВ в рамках «Комической помощи» 2009 года[66].

### 2010-е
- Питер Гэбриэл — альбом кавер-версий «Scratch My Back» (2010)[67].
- В ноябре 2010 года финалисты седьмого сезона шоу талантов The X Factor выпустили кавер-версию в поддержку благотворительной организации Help for Heroes. Она возглавила хит-парады Великобритании и Ирландии[68][69][70].
- В 2012 году песня «Heroes» прозвучала в фильме Стивена Чбоски «Хорошо быть тихоней».
- В 2013 году песня прозвучала в фильме Александра Ажа «Рога».
- В 2015 году песня прозвучала в сериале «Американская История Ужасов» в последнем эпизоде сезона «Фрик шоу» в исполнении Джессики Лэнг.
- В сентябре 2016 года King Crimson исполнили песню в Штутгарте после выхода на бис во время концертного тура.
- В 2016 году группа Coldplay исполнила песню в рамках тура A Head Full of Dreams.
- В 2017 году группа Depeche Mode исполняет песню в рамках турне Global Spirit Tour.
- В 2017 году группа Motörhead выпустила сборник каверов «Under Cöver», содержащий кавер на «Heroes».
- В 2019 году группа Hollywood Vampires в альбоме Rise записала кавер на «Heroes» в исполнении Джонни Деппа.[источник не указан 1164 дня]

## Чарты
| Год      | Чарт                              | Макс. позиция |
| -------- | --------------------------------- | ------------- |
| 1977/ 78 | Австрия (Ö3 Austria Top 40)       | 19            |
| 1977/ 78 | Великобритания (UK Singles Chart) | 24            |
| 1977/ 78 | Ирландия (IRMA)                   | 8             |
| 1977/ 78 | Нидерланды (Nederlandse Top 40)   | 8             |
| 1977/ 78 | Новая Зеландия (RIANZ)            | 35            |
| 2016     | Великобритания (UK Singles Chart) | 12            |

## Комментарии
1. ↑  Murray, 1977 (интервью для журнала New Musical Express): 

ЧАРЛЗ ШААР МЮРРЕЙ: Почему Heroes — точнее, “Heroes” — взято в кавычки? Кавычки — часть названия [альбома]?

ДЭВИД БОУИ: Да. Во-первых — хоть это и было довольно глупо — я решил использовать в качестве названия единственную «повествовательную» песню. Выбор, вообще говоря, случайный, потому что никакой концепции у альбома нет.

ЧШМ: Мне показалось, что использование кавычек указывает на иронический подтекст слова «Герои», а то и самого понятия «героизм».

ДБ: Ну, в этом примере, на заглавном треке, так оно и было.

Оригинальный текст (англ.)CHARLES SHAAR MURRAY: Why does Heroes – or more accurately “Heroes” come in quotes? Are the inverted commas actually part of the title?
DB: Yeah. Firstly – it was quite a silly point really – I thought I’d pick on the only narrative song to use as the title. It was arbitrary, really, because there’s no concept to the album.
CSM: I’d felt that the use of quotes indicate a dimension of irony about the word “Heroes” or about the whole concept of heroism.
DB: Well, in that example they were, on that title track.